# Carretera Federal 175
La Carretera Federal 175 es una carretera federal de México .  La carretera parte desde Buenavista, Veracruz, en el norte, hasta Puerto Ángel, Oaxaca, en el sur. Cruza la Carretera Federal  200 antes de desembocar en el Océano Pacífico en Puerto Ángel, en su extremo sur
La carretera es conocida por atravesar la Sierra de Oaxaca y comunicar a la Ciudad de Oaxaca con los destinos turísticos de Huatulco, Puerto Ángel y Mazunte.
Era una de las principales vías de comunicación a la costa oaxaqueña junto con la Carretera Federal 131, hasta la inauguración de la Autopista Barranca Larga-Ventanilla en 2024 reduciendo el tiempo de traslado significativamente de la capital oaxaqueña a la costa